# Sic et simpliciter
Sic et simpliciter es una expresión latina que significa literalmente: «simplemente así». Se emplea en para enfatizar que esto es así, y que no hay nada complicado para ser aclarado.
Ejemplos:
- Querer «eventualmente» y «condicionadamente» significa siempre querer, ya que el querer existe o no existe, y no puede faltar solo por asumir en ciertos casos formas menos intensas (…) Por esto el dolo eventual es dolo sic et simpliciter (simplemente así) aunque esté en los límites de la culpa. (Maggiore, Giuseppe. Derecho Penal. Vol. I, Temis, Bogotá, 1989, 585 ss.).